# 西鉄ED200形電気機関車
西鉄ED200形電気機関車（にしてつED200がたでんききかんしゃ）は、かつて西日本鉄道宮地岳線（現・貝塚線）で使用されていた直流用電気機関車である。

## 概要
宮地岳線で使用されていた蒸気機関車を置き換える目的で、1950年（昭和25年）に2両が東京芝浦電機で製造された。自重45t・軸配置B-B、板台枠台車で、両端に機器室を置き、中央部に運転室を置く凸形車体のいわゆる「東芝戦時形」と呼ばれるスタイルである。塗装は黒一色であった。
同形機に国鉄ED37形、東武ED4010形・ED4020形、西武鉄道E31形、京成電鉄デキ1形、富山地方鉄道デキ14730形、名鉄デキ600形、南海ED5151形などがある。
製造後は貨物列車の牽引に使用されたが、201は1958年（昭和33年）に三井三池港務所専用鉄道に譲渡され22となり、1997年（平成9年）に三井三池炭鉱の閉山により専用鉄道が廃止されるまで使用された。202は1959年（昭和34年）に宮地岳線の貨物輸送が休止されたあとも事業用として残されたが、1978年（昭和53年）に廃車となった。

## 主要諸元
- 全長：11,050mm
- 全幅：2,744mm
- 全高：4,100mm
- 運転整備重量：45.0t
- 電気方式：直流1,500V（架空電車線方式）
- 軸配置：B-B
- 台車形式：板台枠
- 主電動機：SE130C形(110kW)×4基 
  - 歯車比：1:3.17
  - 1時間定格出力：440kW
  - 1時間定格引張力：4420kg
  - 1時間定格速度：35.0km/h
- 動力伝達方式：歯車1段減速、吊り掛け式
- 制御方式：抵抗制御、2段組み合わせ制御
- 制御装置：電磁空気単位スイッチ式
- ブレーキ方式：AMJ空気ブレーキ、手ブレーキ